# Vitor Rua

## Vitor Manuel Ferreira Rua, conhecido artisticamente comoVitor Rua(Mesão Frio,23 de julhode1961)[1]é ummúsico,produtorecompositorportuguês.
Improvisador, compositor e videasta. Músico autodidacta, estudou guitarra na Escola de Música Duarte Costa de 1974 a 1976 em curso leccionado por José Pina, no Porto. A partir de 1971, iniciou actividade profissional integrando conjuntos executantes de covers de pop-rock e criando grupos de rock para executar originais. Entre 1976 e 1977, integrou o grupo King Fisher’s Band, e, dois anos depois, foi um dos fundadores dos GNR, que acabaria por demitir publicamente num manifesto. Fundou posteriormente o duo Telectu com Jorge Lima Barreto, grupo que durante trinta anos colaborou com muitos nomes cimeiros da música improvisada mundial. Com esta banda deu vários concertos, destacando-se o derradeiro no Festival de Vilar de Mouros de 1982. Os telectu não terminaram com o falecimento de Jorge Lima Barreto em 2011, tendo sido reformulado em 2017 com actuações com o músico António Duarte (aka DWART) e prossegue até à data com a poli-artista Ilda Teresa Castro. Desde final dos anos 1990, tem composto para teatro, dança e cinema. Desempenhando várias funções em diferentes actividades artísticas , a sua acção pautou-se pelo cruzamento e aproximação de diferentes domínios da música. A sua carreira constitui igualmente o paradigma do músico que, iniciando actividade no âmbito do pop-rock, foi progressivamente aproximando-se dos círculos e das práticas de produção erudita num acto autodidacta desde 1987. “De certo modo, sinto que existe, e é bastante grande, uma ligação, ou pelo menos uma interacção entre a improvisação e a composição, uma espécie de ping-pong entre as duas coisas. (…) Na composição, uma pessoa tem que saber sempre quando é que está terminado ou quando é que ainda se pode corrigir (…), mesmo que se componha em tempo real. (…) Na improvisação, acho que o melhor que vem da composição é a racionalidade de uma pessoa estar a improvisar como se estivesse a compor. E, por outro lado, na composição, todas aquelas liberdades intuitivas, espontâneas, e coisas que surgem do contacto com os instrumentos e a improvisação, foram-me muito úteis no trabalho de compositor.” Intérpretes como Daniel Kientzy, John Tilbury, Frank Abinnanti, Peter Bowman, Kathryn Bennetts, Giancarlo Schiaffini, Bernnini Quartet, Remix Ensemble, OrchestrUtópica, Eddie Prevóst, Luís Miguel Leite, Jorge Teixeira, João Pedro Lourenço, Manuel Teles, Henrique Portovedo, Joana Gama, tocaram e gravaram obras suas em Festivais nacionais e internacionais.

## Livros
Foi editado em Setembro de 2022 com lançamento na Cinemateca de Lisboa o livro “Eu só queria dizer o seguinte:” de Vítor Rua com ilustrações de Ilda Teresa Castro pela editora 9 Musas.
Foi editado em Setembro de 2022 com lançamento na livraria Tinta nos Nervos o livro “Mala de Sons” de Vítor Rua.

## Realização
Indie Music _ estreia mundial em 5 .05. 2022 do documentário SONOSFERA TELECTU no Indie Lisboa Internacional Film Festival _ grande auditório da Culturgest, onde recebeu MENÇÃO ESPECIAL do Júri do Indie Music _ 19º IndieLisboa

## Discos Recentes
2017 - é reeditado o LP de Telectu “Belzebu” de 1983, de Vítor Rua e Jorge Lima Barreto, pela editora HOLUZAM.
2018 - é editado pela editora Clean Feed o duplo CD de Vítor Rua & The Metaphysical Angels, “Do Androids dream of electric guitars?”.
2019 - é editado pela editora inglesa RER o duplo CD “When Better its not enough” de Vítor Rua & The Metaphysical Angels.
2019 - é editado pela editora Asoka Miau Records o CD "Telectu/Belzebu live at Cafe Oto", gravado ao vivo, com Ilda Teresa Castro.
2020 - é editado o CD pela editora MARTE INSTÂNTANEA “Electronic Music 1999-2013”. 
2021 - são editados os CDS “Pandemia Electronic Music” e “Granular Electronic Music” em mais de 30 plataformas digitais (iTunes, Spotify, etc).
2022 - é editado o CD pela editora MARTE INSTÂNTANEA “Electronic Music 1993-2018”. 
2023 - é editado pela editora Holuzam “Its full of stars/Paisagens (CD duplo). 

## Concertos recentes com o seu projecto Telectu
Arco 8 _ 10 novembro 2018 _ Ponta Delgada _ São Miguel _ Açores
Palácio de La Prensa _ 22 Dezembro 2018 _ Madrid
Desterro _ 27 Dezembro 2018 _ Lisboa
Teatro Garcia Resende _ 2 Fevereiro 2019 _ Évora
Cafe Oto _ 16 Junho 2019 _ Londres
Festival Oi _ EV.EX _ poesia e música experimentais _ Alto de São Bento _ 14 Julho 2019 _ Évora
Festival Insubmissos _ 7 a 9 Novembro 2019 _ Funchal
Ciclo de Música Exploratória Portuguesa _ 25 de Setembro 2021 _ Igreja da Pena _ Leiria
homenagem a Jorge Lima Barreto _ Centro Cultural De Mirandela _ 26 novembro 2021
Dos Modos Nascem Coisas – Festival dos Fazedores de Arte _ 27 novembro 2021 _ organizado pela AlbergAR-TE, associação cultural, no Cineteatro Alba, em Albergaria-a-Velha,
Maus Hábitos _ 15 fevereiro 2022 _ Lisboa
Ferro Bar _19 fevereiro 2022 _ Porto
St. George Church_ 7 de maio Ilda Teresa Castro e o Vítor Rua a surfar sobre a música de Telectu na St. George Church, no pré-encerramento do Indie Lisboa.
Festival Braille Satellite - 28 de Julho de 2022 - Lituânia
ZigurFest - 27 de Agosto de 2022 - lamego
Portimão Poetry Festival - 14 de Maio de 2023 - Algarve

## Links
https://ildateresacastro.wordpress.com/s-sound-music/
https://ildateresacastro.wordpress.com/s-soundmusic-the-banksys/
https://www.youtube.com/watch?v=pBOhnDY4Eus
https://www.facebook.com/watch/?v=10156317298311142
http://www.mic.pt/dispatcher?where=0&site=ic&what=2&show=0&pessoa_id=167&lang=PT
http://mic.pt/dispatcher?where=4&what=2&show=4&grupo_id=7167&lang=PT
https://www.flur.pt/pt/collections/all/vitor-rua
https://www.arteinformado.com/documentos/artistas/48040/Biografia.pdf
https://www.publico.pt/2009/01/30/culturaipsilon/noticia/a-opera-impossivel-de-vitor-rua-222102
https://wrongwrong.net/artigo/improvisacao-erro
https://jazz.pt/artigos/2023/02/15/os-malditos-aneis-de-thelonious-ou-perda-da-aura/
https://jazz.pt/artigos/2023/03/01/ruido-fascismo/
https://jazz.pt/artigos/2023/01/23/eu-nao-acredito-nos-beatles/